# Kleszczewo (Gumieniec)
Kleszczewo – przysiółek wsi Gumieniec w Polsce, położony w województwie pomorskim, w powiecie bytowskim, w gminie Trzebielino. Wchodzi w skład sołectwa Gumieniec.
W latach 1975–1998 przysiółek administracyjnie należał do województwa słupskiego.